# 勒比耶
勒比耶（法語：Lebiez，法語發音：[ləbje]）是法国上法蘭西大區加来海峡省的一个市镇，属于蒙特勒伊区。

## 地理
勒比耶（50°28'7"N, 1°58'53"E）面积9.57 平方千米，位于法国上法蘭西大區加来海峡省，该省份为法国北部沿海省份，西北濒北海，南至索姆省，东临北部省。
与勒比耶接壤的市镇（或旧市镇、城区）包括：昂布里、卡夫龙圣马丹、弗雷桑、埃斯蒙、奥凡、鲁瓦永、旺贝库尔。

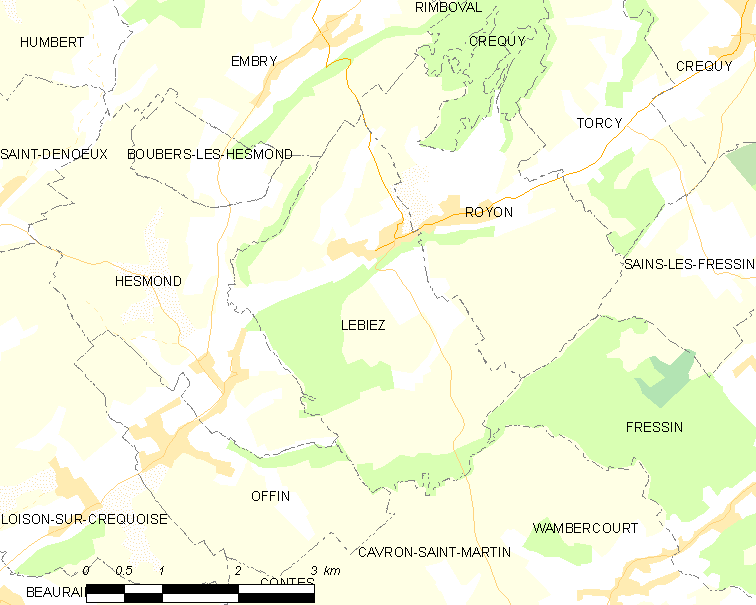
勒比耶的OSM定位图

勒比耶的时区为UTC+01:00、UTC+02:00（夏令时）。

## 行政
勒比耶的邮政编码为62990，INSEE市镇编码为62492。

## 政治
勒比耶所属的省级选区为弗吕日县。

## 人口

1962-2008年间勒比耶人口变化图示

勒比耶于2022年1月1日时的人口数量为232人。